# Norbert Conrad Kaser
Norbert Conrad Kaser (19. dubna 1947 Brixen — 21. srpna 1978 Bruneck) byl jihotyrolský rebelující spisovatel a básník, píšící v německém jazyce.

## Život
Kaser vyrůstal v Brunecku v Pustertalu. Po půlročním intermezzu v kapucínském klášteře a přerušených studiích ve Vídni se vrátil do Jižního Tyrolska, kde se snažil uživit jako venkovský učitel či přispěvatel regionálního tisku. V sedmdesátých letech u něj sílil alkoholismus. Dva roky před smrtí vstoupil do Komunistické strany Itálie a vystoupil z katolické církve s odůvodněním, že je zbožný člověk.
Kaser byl enfant terrible jihotyrolské literatury, jejíž dosavadní díla většinou považoval za bezcenná. Psal básně, prózu a literární dopisy, vše osobitým stylem a důsledně malými písmeny (podepisoval se jako n. c. kaser). Mnohá z jeho děl jsou ostrou kritikou malosti a nesnášenlivosti mezi jeho jihotyrolskými spoluobčany. Knižně vyšla jeho díla až posmrtně.

## Dílo
- Seznam děl v Souborném katalogu ČR, jejichž autorem nebo tématem je Norbert Conrad Kaser

### V češtině
- Norbert C. Kaser: Městské rytiny a další krátké prózy z Jižního Tyrolska. Olomouc 2008.